# Amadou Guèye
Amadou Diop Guèye (ur. 10 listopada 1964, zm. 4 grudnia 2014) – senegalski judoka. Olimpijczyk z Barcelony 1992, gdzie zajął 34. miejsce, w wadze półśredniej.
Uczestnik mistrzostw świata w 1987 i Pucharu Świata w 1991 roku.

## Letnie Igrzyska Olimpijskie 1992
| Konkurencja | Eliminacje               | Klas. końcowa |
| Konkurencja | Przeciwnik 1             | Miejsce       |
| ----------- | ------------------------ | ------------- |
| 78 kg       | Abdul Kader Dabo (MLI) P | 34.           |